# Leo Genovese

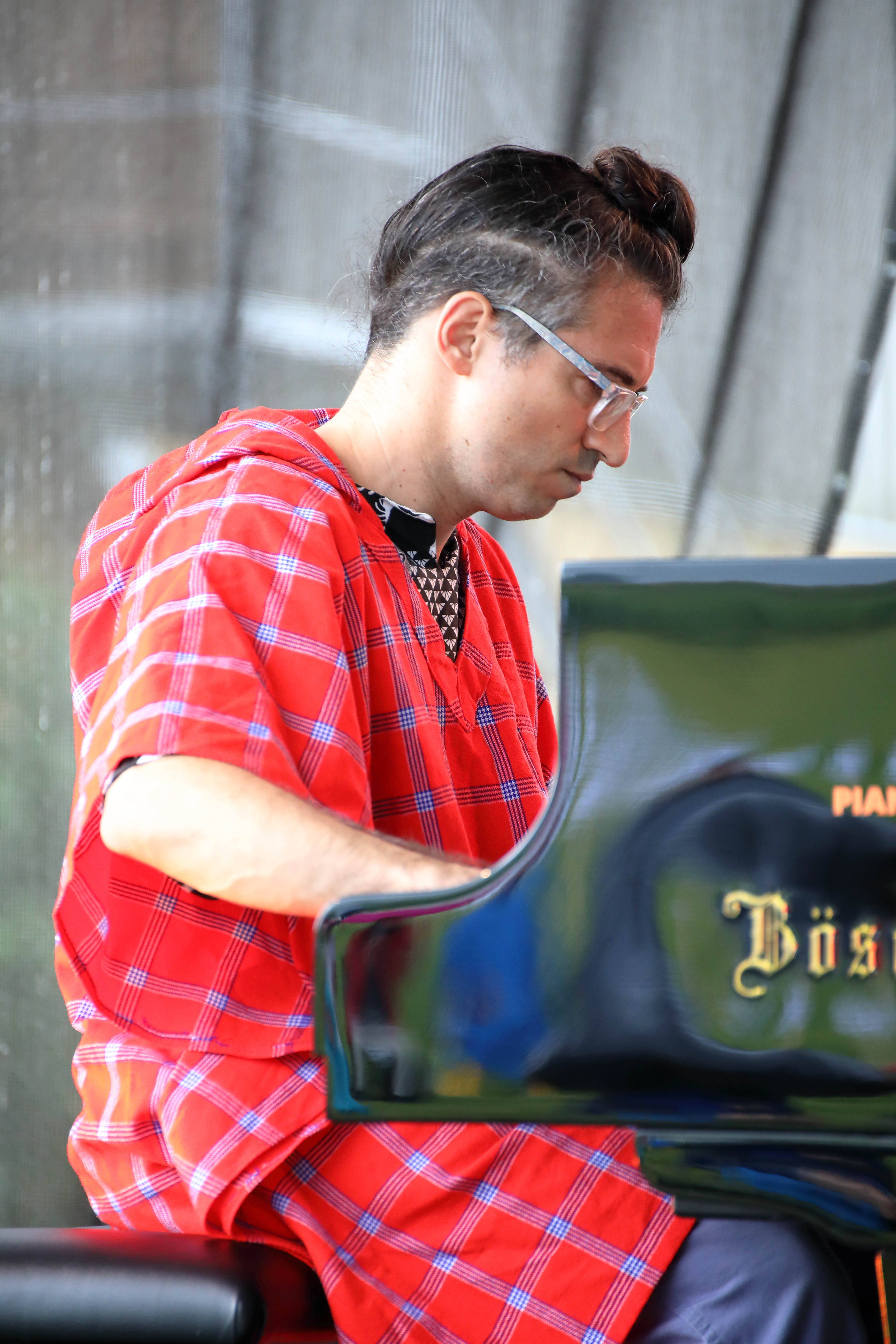
Leo Genovese auf dem INNtöne Jazzfestival 2020

Leo Genovese (* 1979 in Venado Tuerto) ist ein argentinischer Jazzpianist.

## Leben und Wirken
Ersten Klavierunterricht erhielt Genovese von seiner Mutter, die klassisches Piano spielte. Später studierte er klassisches Klavierspiel an der Universität von Rosario, bevor er 2001 ans Berklee College of Music in Boston wechselte, wo er u. a. bei Danilo Pérez und Joanne Brackeen studierte. Nach seiner Graduierung 2003 begann er eine Karriere als professioneller Musiker und Komponist und arbeitete u. a. mit Hal Crook, George Garzone, Joe Lovano, Phil Grenadier, Dave Santoro, Chris Cheek, Jack DeJohnette und Ben Monder. 2004 legte er ein erstes Album bei Fresh Sound vor (Haikus II).
Seitdem arbeitete er im Trio Chromatic Guachos mit Joe Hunt und Justin Purtill, später mit Dave Zinno und Bob Gullotti, mit denen er 2010 das Trioalbum Planet Savety für Soul Note einspielte. Mit seinem eigenen Trio, zu dem Demian Cabaud und Francisco Mela gehörten, entstand 2017 das Album Trippeiros. Ferner wirkte er an den Alben von Esperanza Spalding und Daniele Germani mit.

## Diskographische Hinweise
- Andrea Lombardini Trio: ALT 88 (Caligola 2009, mit Bob Gullotti)[1]
- Leo Genovese, Mariano Otero, Sergio Verdinelli: Trio Sin Tiempo: Ritmos de Agua (2021)
- Camila Nebbia, Leo Genovese, Alfred Vogel: Eyes to the Sun (2024)
- Greg Ward, Ziv Ravitz, Matthew Stevens, Leo Genovese: Full Cresm (2024)

## Lexikalischer Eintrag
- Richard Cook, Brian Morton: The Penguin Guide to Jazz Recordings. 8. Auflage. Penguin, London 2006, ISBN 0-14-102327-9.